# Интернэшнл
«Интернэшнл» (англ. The International) — художественный фильм режиссёра Тома Тыквера в жанре политического триллера с элементами драмы. Главные роли исполняют Клайв Оуэн и Наоми Уоттс. Они соответственно играют агента Интерпола и помощницу окружного прокурора, которые ведут расследование дела по отмыванию денег IBBC — вымышленным инвестиционным банком, штаб-квартира которого располагается в Люксембурге. Банк перепродаёт оружие преступным организациям и коррумпированным правительствам. Безжалостные менеджеры банка убивают всех, кто может помешать их бизнесу, даже собственных сотрудников.
Сценарий фильма перекликается с реальным скандалом, который произошёл в конце 1980-х годов с Bank of Credit and Commerce International (BCCI). Также сценаристами двигала обеспокоенность тем, как глобальные финансовые структуры влияют на политику во всём мире. Съёмки начались в Берлине в сентябре 2007 года. Специально для фильма за 4 месяца была построена точная копия Музея Соломона Гуггенхайма для самой зрелищной сцены фильма с перестрелкой. Фильм открыл 59-й Берлинский международный кинофестиваль 5 февраля 2009 года. Отзывы были различными: многие похвалили красивую картинку и то, что фильм предсказал финансовый кризис; другие критиковали фильм за скучный сценарий, отсутствие саспенса и неправдоподобность главных героев.

## Сюжет
Агент Интерпола Луис Сэлинджер и помощница окружного прокурора Нью-Йорка Элеанор Уитмен неожиданно теряют своего сотрудника, который возвращался после переговоров со служащим банка. Медики констатировали естественные причины смерти, но Луис им не верит. Буквально спустя несколько часов в автокатастрофе гибнет второй участник переговоров. Луис подозревает, что убийства санкционированы руководством банка, которое намеревалось пресечь утечку информации о своей нелегальной деятельности. Одновременно герои замечают, что их собственное руководство всеми правдами и неправдами стремится помешать расследованию. Расследование Сэлинджера и Уитмен ведёт их из Берлина в Милан, где они получают зацепку в виде следа снайпера, работающего на банк. Особенности следа приводят Луиса и его напарницу в Нью-Йорк, где разворачивается масштабная перестрелка в музее Гуггенхайма. Луис выходит на бывшего сотрудника штази, который является посредником между киллером и банком. Тот объясняет могущество банка и его посредническую роль в мировой торговле оружием и финансировании региональных конфликтов. Тем не менее он рассказывает Луису, где состоится очередная сделка банка. Луис едет в Стамбул.
Сэлинджер выслеживает руководителя банка и хочет его убить. Но его опережает человек оружейной компании, руководитель которой застрелен за несговорчивость с банком.

## В ролях
| Актёр              | Роль              |
| ------------------ | ----------------- |
| Клайв Оуэн         | Луис Сэлинджер    |
| Наоми Уоттс        | Элеанор Уитмен    |
| Армин Мюллер-Шталь | Вильгельм Векслер |
| Ульрих Томсен      | Йонас Скарссен    |
| Брайан О'Бирн      | консультант       |
| Михел Волетти      | Виктор Хаас       |
| Патрик Балади      | Мартин Уайт       |
| Халук Бильгинер    | Ахмет Сунай       |
| Лука Барбарески    | Умберто Кальвини  |

## Отзывы

### Западные критики
«Интернэшнл» получил различные отзывы критиков. На сайте Rotten Tomatoes из 192-х рецензий 59 % — положительные. В своём обзоре для The Guardian, Питер Брэдшоу отметил помятый вид Оуэна, а также назвал фильм добротным триллером, который сочетает в себе и интеллект, и огневую мощь. Филип Фрэнч, в обзоре для The Observer, охарактеризовал фильм как «стремительный детективный триллер», особо отметив захватывающую перестрелку в Гуггенхайме. На страницах издания The Independent Энтони Куинн написал: «Умелый, довольно интересный и напряжённый фильм, многое перенявший от серии фильмов про Борна: вот только неуклюжий Оуэн выглядит не так хорошо во время бега по городским улицам, как Мэтт Деймон, да и монтаж не соответствует стремительной манере Пола Гринграсса».
В журнале The New Yorker Дэвид Денби написал: «Визуальное щегольство Тыквера не совсем к месту. На самом деле фильм о банальной жадности банка, а не об убийствах, которые заказываются на самом высоком уровне». Статья в газете The New York Post, авторства Лу Люменика, гласит: «Разочаровывающие погони по крышам напоминают нам, что Тыквер лишь переделал фильм десятилетней давности „Беги, Лола, беги“. „Интернэшнл“ значительно хуже приключений Борна, у которых всё же есть один явный недостаток по сравнению с работой Тыквера: монтаж в необузданном и бессмысленном стиле американских горок, когда ни один кадр не задерживается на экране дольше наносекунды». Энтони Скотт, в обзоре для The New York Times, отметил непримечательность фильма и отсутствие хоть сколько-нибудь запоминающихся моментов. И даже перестрелка в Гуггенхайме не произвела на него особого впечатления.
Кинокритик Los Angeles Times Кеннет Тюран написал: «В картине есть несколько эффектных сцен, но он слишком неправдоподобен и распадается на составляющие». Клавдия Пуиг из USA Today считает: «Диалоги слишком неровные. Есть несколько действительно интересных и содержательных разговоров, но остальные звучат фальшиво». Роджер Эберт присудил фильму 3 звезды из 4-х возможных, сказав: «Герой Клайва Оуэна правдоподобен лишь на половину: он совершает не слишком много подвигов, которые чисто физически почти невозможны. Он красив, носит обязательную щетину, которая придаёт ему мужественности, но в нём есть что-то, что заставляет вас скучать». В издании Entertainment Weekly оценили фильм на «B—» («4—»), а Лиза Шварцбаум отрицательно отмечает главных героев, положительно — второстепенных, и особо выделяет декорации, на фоне которых происходили две самые эффектные погони в фильме.
Один из главных европейских киножурналов Screen International охарактеризовал ленту следующим образом: «Это триллер в духе классика шпионского романа времён холодной войны Джона Ле Карре, адаптированный для поколения, которое выросло после падения Берлинской стены». Сайт Rotten Tomatoes резюмирует: «Фильм содержит несколько волнующих экшен-сцен, а также живописные декорации и пейзажи, но всё это портит нелепый сценарий».

### Российские критики
Алекс Экслер окрестил фильм «проходной полунудятиной», из положительного узрев лишь перестрелку в Гуггенхайме, которую он назвал «усладой для глаз киноманов». В остальном, по его мнению, всё намного хуже: «Мутные расследования мутных делишек мутного банка. Ни тебе экшена, ни тебе эффектных поворотов сюжета: всё более или менее понятно, ожидаемо и скучновато». 
Юрий Гладильщиков из издания «Русский Newsweek» охарактеризовал картину как «псевдоинтеллектуальный глянец», который находится где-то между бульварным чтивом и высоким искусством. Также критик согласен с восхищениями большинства коллег по поводу сцены перестрелки в Гуггенхаймском музее: «Редкий пример фильма, снятого ради одной-единственной сцены. Всё прочее режиссёр, сценарист и оператор изобретали, додумывали и снимали в нагрузку».
Роман Волобуев, обозреватель журнала «Афиша», считает что для Тыквера важнее абстракция, символизм и геометрия, нежели всё остальное: «Длина шага ему очевидно важнее, чем направление движения, а то, как реплики ложатся на едва слышный электронный пульс саундтрека, — интереснее того, из каких слов они составлены. Если ненароком вслушаться в слова, закрадётся мысль, что режиссёр, которого ты много лет любишь, — вполне возможно, набитый дурак. Но это не повод его разлюбить — скорее наоборот».
Рецензии Лидии Масловой и Андрея Плахова, из газеты «Коммерсантъ», похожи лишь в том, что обе выделяют сцену перестрелки в музее, а Плахов и вовсе написал, что эта сцена претендует на отдельное место в истории кино. В остальном акценты их отзывов различны. Маслова отмечает повышенное внимание Тыквера к объектам современной архитектуры, мебельную роль Наоми Уоттс и несколько довольно остроумно сконструированных кадров. Плахов, в свою очередь, выделяет ироничное название картины («ведь интернационал нашего времени — это мировой сговор мафий, корпораций, банков, спецслужб, словом, реальных хозяев мира, овладевших им без всякой революции»), называет главного героя гибридом Джеймса Бонда и Дон Кихота, а также отмечает обширную географию съёмок.
Тимофей Синеа на страницах журнала «ТВ ПАРК» пытается разобраться в тематике и смысловой нагрузке фильма. Для этого автор, в частности, приводит слова режиссёра Тома Тыквера: «Если сюжет фильма покажется вам переписанным с заголовков газетных статей, это потому, что статьи показывают, что банки контролируют все аспекты нашей жизни. Вся эта афера началась, когда банки показали людям, что они могут жить не по средствам. Решения банков возымели долгоиграющий эффект — под угрозой наши дома, машины, работа, качество жизни». А Владислав Шувалов на сайте «Синематека» написал следующее: «Фильм радует увлекательным повествованием при размахе производства. Тем не менее, и это важно, фильм лишён критической небрежности в эстетике».